# Charly García
Charly García, vero nome  Carlos Alberto García Moreno (Buenos Aires, 23 ottobre 1951), è un tastierista, produttore discografico e compositore argentino.
Artista importante nel percorso del rock in Argentina, ha prodotto musica di rilievo negli ultimi trent'anni.

## Biografia

### Infanzia
Charly García nasce figlio primogenito di una famiglia della classe medio alta. Suo padre insegnava matematica e fisica, mentre sua madre Carmen Moreno produceva spettacoli musicali alla radio, prevalentemente di carattere folkloristico.
Nel 1954 i genitori fecero un viaggio in Europa (molto probabilmente a causa della situazione politica familiare, in quanto il padre si era rifiutato di portare il lutto per la morte di Evita Perón) e lasciarono il piccolo Carlos all'età di tre anni da solo, benché non si sappia con precisione in affidamento a chi (secondo alcune versioni alle domestiche, secondo altre ad una zia molto anziana e molto severa). Durante questi giorni Carlos ebbe un attacco di nervi e rimase con metà del suo volto completamente bianco. Era scaturito un problema di pigmentazione chiamato vitiligine. L'effetto di questo avvenimento è visibile tuttora in Charly Garcia: ecco il perché dei suoi particolari baffi bicolore.
Al ritorno del viaggio sua madre gli regalò un pianoforte giocattolo. Subito Carlos dimostrò talento musicale. Sua madre lo scoprì a comporre melodie belle e coerenti, quindi lo portò da un vicino di casa che possedeva un pianoforte. Dopo un attimo di esitazione, il bambino capì che quello strumento funzionava come il suo giocattolo ed incominciò ad improvvisare.
Nel vedere il suo talento, nel 1955 all'età di quattro anni, sua madre lo iscrisse ad una Scuola di insegnamento di Musica del suo quartiere, il Conservatorio Thibaud Piazzini, da cui sarebbe uscito all'età di dodici anni, nel 1963, col titolo di Professore di Musica. Si narra che quando aveva cinque anni, partecipando ad uno spettacolo casereccio organizzato dal noto chitarrista folklorico Eduardo Falú, mentre questi provava sul palcoscenico, Carlos abbia detto a sua madre: "Mi pare che il maestro abbia una corda non accordata". Dopo alcune prove empiriche, la conclusione fu chiara: il bambino aveva l'orecchio assoluto.

### Carriera artistica

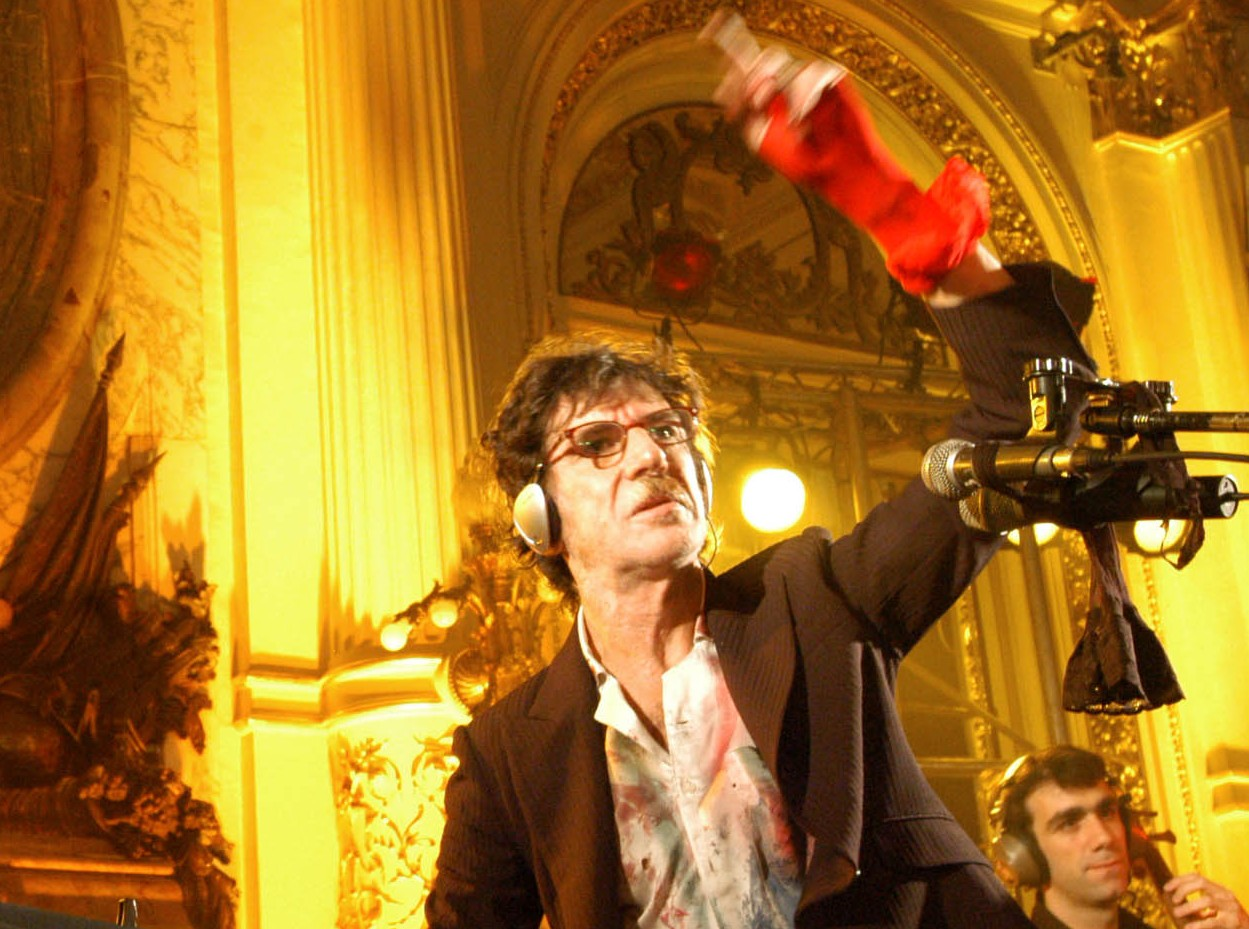
Charly García nella Casa Rosada, 2005

Charly García è uno dei più riconosciuti tastieristi, compositori e produttori latinoamericani di rock, e ha fatto parte di gruppi come Sui Generis (1972 -1975).
Prima incursionista nel rock sinfonico con La Máquina de Hacer Pájaros (1977 -1978), e poi arrivando al vertice del suo talento con Serú Girán (1978 -1982), una super-formazione che riuniva i migliori musicisti argentini:
- David Lebón il chitarrista/poli-strumentista/cantante
- Pedro Aznar (all'epoca diciannovenne) bassista/tastierista/cantante
- Oscar Moro, uno storico batterista che fece parte dei Los Gatos (la prima band di rock in spagnolo)

Questo gruppo musicale lasciò una traccia indelebile nella storia della musica argentina.
Dal 1982 a oggi si estende la sua carriera di solista, ineguagliabile tanto in qualità quanto in quantità di produzioni.
Benché sia la produzione di spettacoli, sia la composizione e registrazione dei dischi lo vedano come figura principale, Charly ha incluso nelle sue formazioni soliste musicisti argentini di primo livello come:
- Cachorro López (dal 1982 al 1984)
- Fabiana Cantilo (1982-1986)
- Fito Páez (1983-84)
- i G.I.T. - (Pablo Guyot, Willy Iturri e Alfredo Toth) (1984-87)
- Richard Coleman (1986)
- Fernando Samalea (1987-1995)
- Carlos García López (1987-1993)
- Hilda Lizarazu (1987-1993)
- Fabián Von Quintiero (1987-1995)
- María Gabriela Epumer (1994-2003).

Attualmente si presenta abitualmente con una solida band formata da tre musicisti cileni:
- Kluge Hayashida alla chitarra e cori
- Tonio Silva Peña alla batteria
- Carlos González al basso
- l'artista stesso alle tastiere, chitarra e voce
- Alejandro Terán viola
- Javier Weintraub violino
- Julián Gándara violoncello.

Nel 2004 Charly García ha fatto un tour per tutta l'Argentina, chiamato La Venganza, il cui spettacolo di più di tre ore include canzoni di tutti i periodi, essendo visto da un pubblico molto eterogeneo quanto a età. Il suo tour nel Sud dell'Argentina lascia risultati storici, come a Ushuaia (Terra del Fuoco), la città più australe del mondo, dove con una temperatura di -2 °C uno su quattro abitanti ha assistito al suo show.

## Discografia

### Con i Sui Generis
- 1972 - Vida
- 1973 - Confesiones de Invierno
- 1974 - Pequeñas Anécdotas sobre las Instituciones (Originariamente doveva chiamarsi Instituciones a secas, ma la censura obbligò il gruppo a cambiare il titolo)
- 1975 - Adiós Sui Géneris, Parte I & Parte II (dal vivo)
- 1993 - Adiós Sui Géneris Volumen III (dal vivo nel 1975)
- 2000 - Sinfonías para adolescentes
- 2001 - Si - Detrás de las paredes [il si si riferisce alla nota musicale]

### Con i Porsuigieco
- 1976 - Porsuigieco (mix di Raúl Porchetto, Sui Géneris, León Gieco)

### Con La Máquina de Hacer Pájaros
- 1976 - La máquina de hacer pájaros
- 1977 - Películas

### Con i Serú Girán
- 1978 - Serú Girán
- 1979 - La grasa de las capitales
- 1980 - Bicicleta
- 1981 - Peperina
- 1982 - No llores por mí, Argentina (vivo)
- 1992 - Serú 92
- 1993 - En vivo I & II (dal vivo a Bs.As., stadio de River Plate)
- 2000 - Yo no quiero volverme tan loco (dal vivo nel 1981, stadio di Obras Sanitarias)

### Solista
- 1980 - Música del alma
- 1982 - Pubis angelical (colonna sonora del film di Raúl de la Torre, con libro di Manuel Puig) / Yendo de la cama al living (doppio LP doble, riedito successivamente in 1 CD]
- 1983 - Clics Modernos (Modern Clix)
- 1984 - Piano Bar
- 1984 - Terapia Intensiva (colonna sonora dell'opera omonima di Antonio Gasalla)
- 1985 - Tango (con Pedro Aznar)
- 1987 - Parte de la religión
- 1988 - Lo que vendrá (colonna sonora del film di Gustavo Mosquera)
- 1989 - Cómo conseguir chicas
- 1990 - Filosofía barata y zapatos de goma
- 1991 - Tango 4 (con Pedro Aznar)
- 1994 - La hija de La Lágrima
- 1995 - Casandra Lange / Estaba en llamas cuando me acosté,
- 1995 - Hello! MTV Unplugged (vivo en Miami)
- 1996 - Say No More
- 1997 - Alta fidelidad (con Mercedes Sosa)
- 1998 - El aguante
- 1999 - Demasiado ego (dal vivo a Bs.As.)
- 1999 - Charly & Charly en Olivos (dal vivo nella residenza presidenziale de Olivos, edizione limitata di 2000 copie)
- 2002 - Influencia
- 2003 - Rock and roll yo